# 이스타포트
이스타포트는 공항서비스를 제공하는 대한민국의 지상조업사로 이스타항공의 자회사였다. 이스타항공이 취항하던 공항 중 인천, 김포, 제주, 청주, 군산에서 운영했으나 현재는 폐업 조치됐다.

## 사업 분야
- 지상조업
  - Ramp Service
- 급유조업
  - Fueling Service
  - 항공유 품질 점검
- 항공기 운항정비
  - Line Maintenance

## 같이 보기
- 이스타항공 - 모회사
- 제이에이에스 - 경쟁사
- 티웨이에어서비스
- 아시아나에어포트
- 에어코리아